# M5 Industries

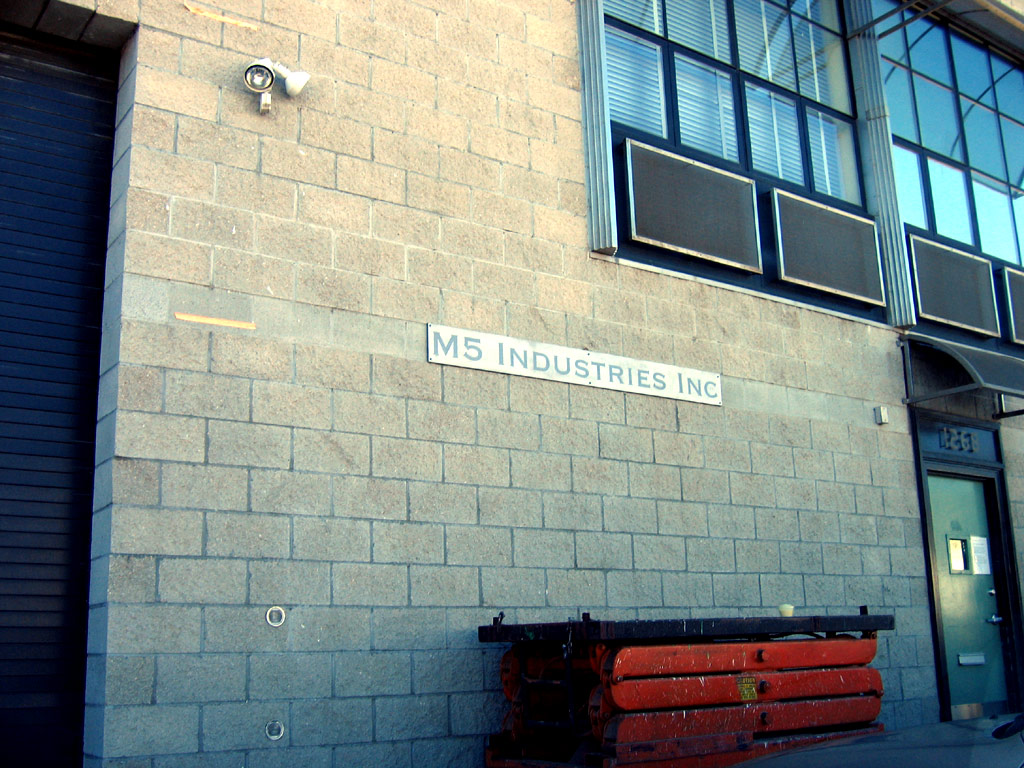
M5 Industries

M5 Industries är ett specialeffektsbolag som ligger i San Francisco, grundat av Jamie Hyneman, mest känd som en av de två programledarna för Discovery Channels Mythbusters.
Man spelar också in mestadelen av Mythbusters här.   